# Saint-Léger-Dubosq
Pour les articles homonymes, voir Saint-Léger.
Saint-Léger-Dubosq est une commune française située dans le département du Calvados en région Normandie, peuplée de 239 habitants.

## Géographie

### Hydrographie
La commune est située dans le bassin Seine-Normandie. Elle est drainée par le ruisseau de Saint-Leger Dubosq, le ruisseau de Caudemuche, le fossé 01 du Lieu de la Croix, le fossé 01 de la Petite Croix et le fossé 01 de la Grande Fresnaie,,.

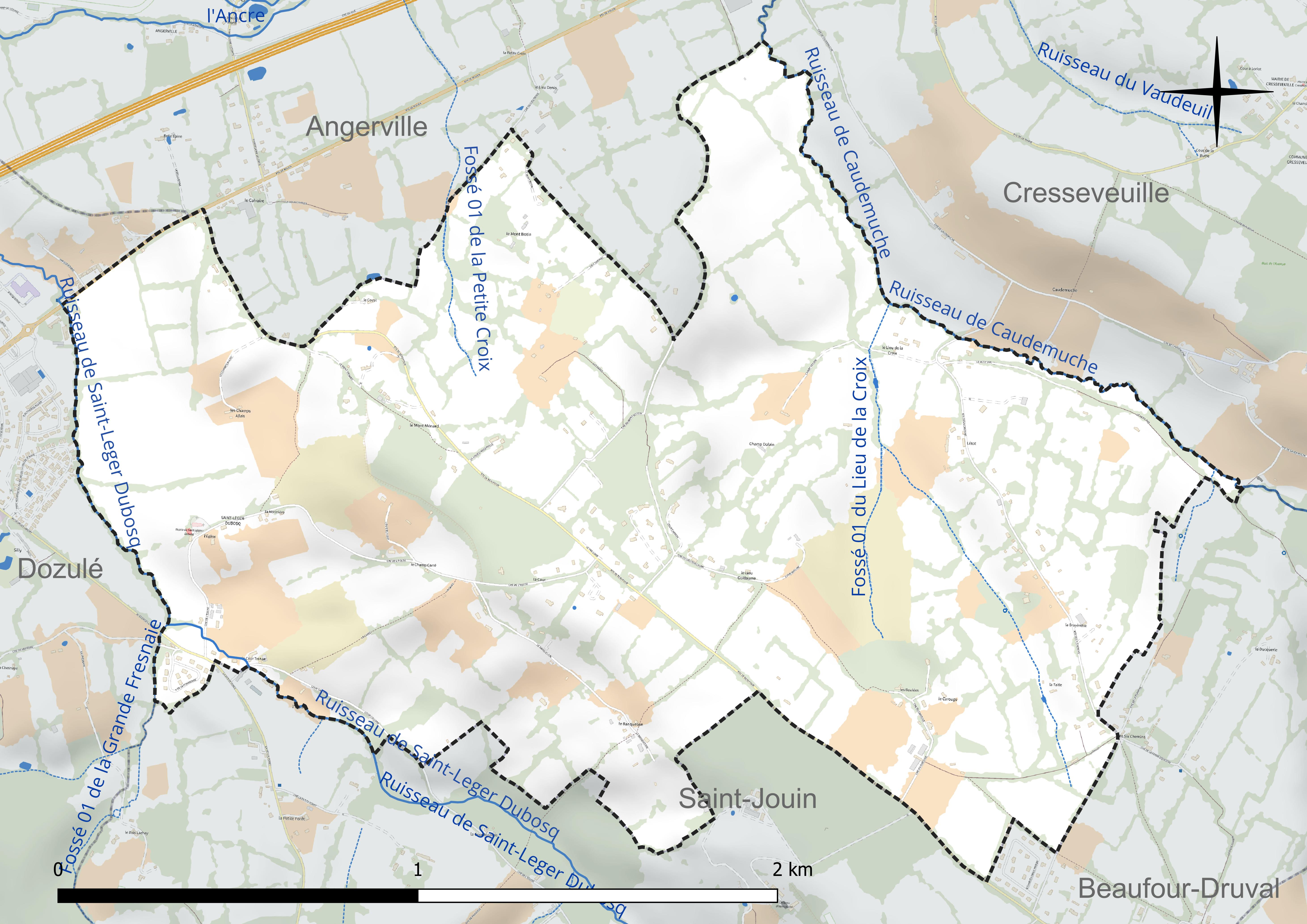
Réseau hydrographique de Saint-Léger-Dubosq.

### Climat
Pour des articles plus généraux, voir Climat de la Normandie et Climat du Calvados.
En 2010, le climat de la commune est de type climat océanique franc, selon une étude du CNRS s'appuyant sur une série de données couvrant la période 1971-2000. En 2020, Météo-France publie une typologie des climats de la France métropolitaine dans laquelle la commune est exposée à un climat océanique et est dans la région climatique Normandie (Cotentin, Orne), caractérisée par une pluviométrie relativement élevée (850 mm/a) et un été frais (15,5 °C) et venté. Parallèlement le GIEC normand, un groupe régional d'experts sur le climat, différencie quant à lui, dans une étude de 2020, trois grands types de climats pour la région Normandie, nuancés à une échelle plus fine par les facteurs géographiques locaux. La commune est, selon ce zonage, exposée à un « climat des plateaux abrités », correspondant à la plaine agricole de Caen à Falaise, sous le vent des collines de Normandie et proche de la mer, se caractérisant par une pluviométrie et des contraintes thermiques modérées.
Pour la période 1971-2000, la température annuelle moyenne est de 10,5 °C, avec une amplitude thermique annuelle de 12,8 °C. Le cumul annuel moyen de précipitations est de 781 mm, avec 12,7 jours de précipitations en janvier et 8,1 jours en juillet. Pour la période 1991-2020, la température moyenne annuelle observée sur la station météorologique la plus proche, située sur la commune d'Argences à 15 km à vol d'oiseau, est de 11,6 °C et le cumul annuel moyen de précipitations est de 742,9 mm,. Pour l'avenir, les paramètres climatiques de la commune estimés pour 2050 selon différents scénarios d'émission de gaz à effet de serre sont consultables sur un site dédié publié par Météo-France en novembre 2022.

## Urbanisme

### Typologie
Au 1er janvier 2024, Saint-Léger-Dubosq est catégorisée commune rurale à habitat très dispersé, selon la nouvelle grille communale de densité à 7 niveaux définie par l'Insee en 2022.
Elle appartient à l'unité urbaine de Dozulé, une agglomération intra-départementale dont elle est une commune de la banlieue,. La commune est en outre hors attraction des villes,.

### Occupation des sols
L'occupation des sols de la commune, telle qu'elle ressort de la base de données européenne d'occupation biophysique des sols Corine Land Cover (CLC), est marquée par l'importance des territoires agricoles (99,9 % en 2018), une proportion sensiblement équivalente à celle de 1990 (100 %). La répartition détaillée en 2018 est la suivante :
prairies (97,1 %), zones agricoles hétérogènes (2,8 %), zones urbanisées (0,1 %). L'évolution de l'occupation des sols de la commune et de ses infrastructures peut être observée sur les différentes représentations cartographiques du territoire : la carte de Cassini (XVIIIe siècle), la carte d'état-major (1820-1866) et les cartes ou photos aériennes de l'IGN pour la période actuelle (1950 à aujourd'hui).

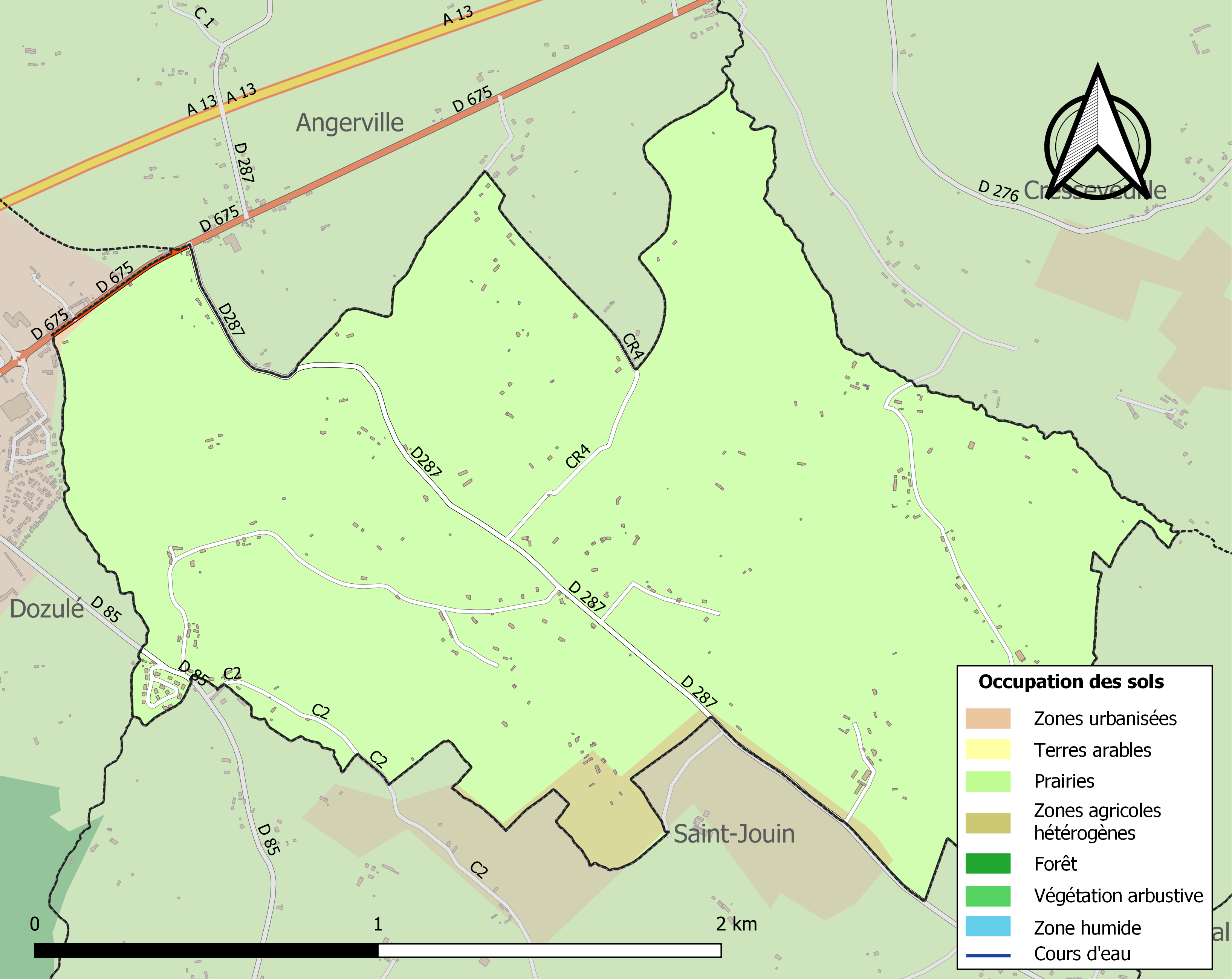
Carte des infrastructures et de l'occupation des sols de la commune en 2018 (CLC).

## Toponymie
Le nom de la localité est attesté sous la forme Sanctus Leodegarius en l286.
Saint Léger fit sa formation dans la région de Fécamp.
Au cours de la période révolutionnaire de la Convention nationale (1792-1795), la commune a porté le nom de Bosc-en-Auge ; puis Saint-Léger-du-Bosc en 1801, c'est-à-dire « Saint Léger du Bois ».

## Politique et administration
| Période                                  | Période   | Identité             | Étiquette | Qualité                         |
| ---------------------------------------- | --------- | -------------------- | --------- | ------------------------------- |
|                                          | mars 1989 | Guy Dauget           | -         | -                               |
| 1989                                     | mars 2001 | Jean Picard-Destelan | -         | -                               |
| mars 2001                                | En cours  | Thierry Cambon       | SE        | Employé de coopérative agricole |
| Les données manquantes sont à compléter. |           |                      |           |                                 |

Le nombre d'habitants, au dernier recensement, étant compris entre 100 et 499, le nombre de membres du conseil municipal est de 11.

## Démographie
L'évolution du nombre d'habitants est connue à travers les recensements de la population effectués dans la commune depuis 1793. Pour les communes de moins de 10 000 habitants, une enquête de recensement portant sur toute la population est réalisée tous les cinq ans, les populations de référence des années intermédiaires étant quant à elles estimées par interpolation ou extrapolation. Pour la commune, le premier recensement exhaustif entrant dans le cadre du nouveau dispositif a été réalisé en 2004.
En 2022, la commune comptait 239 habitants, en évolution de +42,26 % par rapport à 2016 (Calvados : +1,58 %, France hors Mayotte : +2,11 %).
| 1793 | 1800 | 1806 | 1821 | 1831 | 1836 | 1841 | 1846 | 1851 |
| ---- | ---- | ---- | ---- | ---- | ---- | ---- | ---- | ---- |
| 298  | 259  | 298  | 402  | 335  | 354  | 311  | 312  | 279  |

| 1856 | 1861 | 1866 | 1872 | 1876 | 1881 | 1886 | 1891 | 1896 |
| ---- | ---- | ---- | ---- | ---- | ---- | ---- | ---- | ---- |
| 281  | 274  | 251  | 225  | 243  | 224  | 191  | 196  | 197  |

| 1901 | 1906 | 1911 | 1921 | 1926 | 1931 | 1936 | 1946 | 1954 |
| ---- | ---- | ---- | ---- | ---- | ---- | ---- | ---- | ---- |
| 197  | 152  | 144  | 140  | 152  | 124  | 139  | 151  | 127  |

| 1962 | 1968 | 1975 | 1982 | 1990 | 1999 | 2004 | 2006 | 2009 |
| ---- | ---- | ---- | ---- | ---- | ---- | ---- | ---- | ---- |
| 128  | 104  | 105  | 109  | 130  | 165  | 185  | 182  | 175  |

| 2014 | 2019 | 2022 | - | - | - | - | - | - |
| ---- | ---- | ---- | - | - | - | - | - | - |
| 166  | 211  | 239  | - | - | - | - | - | - |

## Culture locale et patrimoine

### Lieux et monuments
- Église Saint-Léger, chœur reconstruit dans la deuxième moitié du XIXe siècle. Pour ce qui est de la nef, selon Arcisse de Caumont dans sa Statistique monumentale du Calvados, tome IV, page 82,« il est très difficile d'assigner une date à ces murs [de la nef] qui manquent de caractère ».

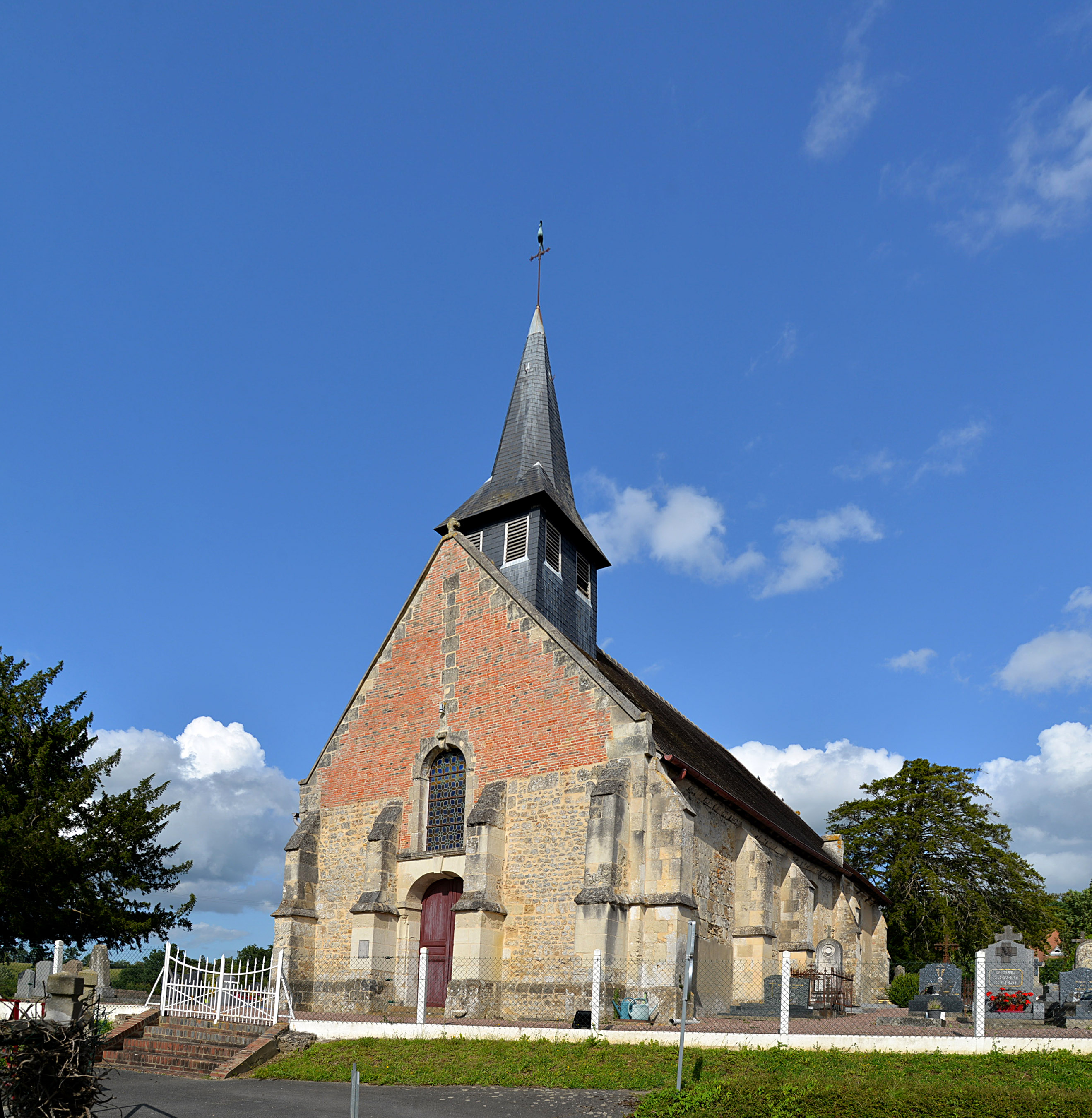
Façade occidentale de l'église Saint-Léger.
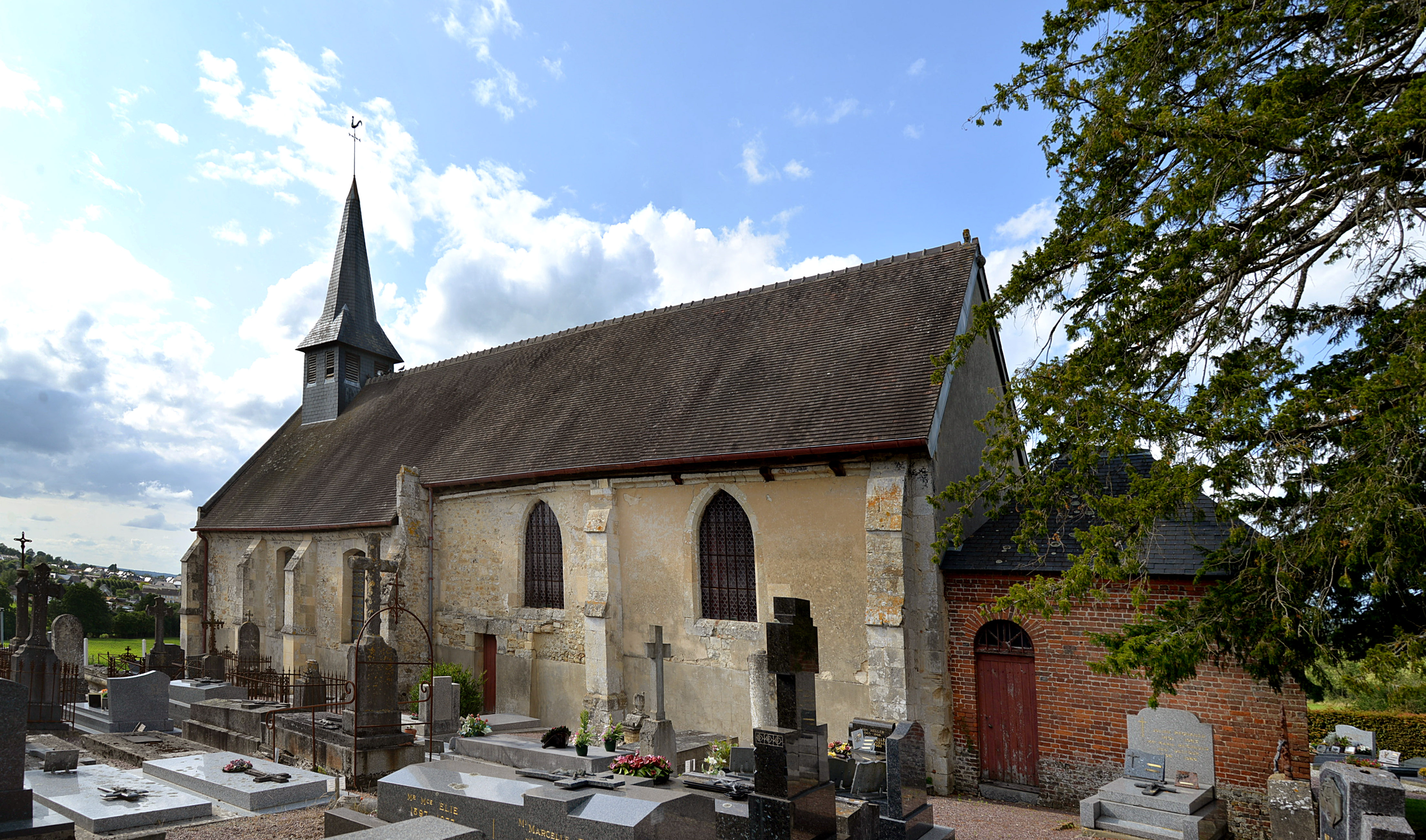
L'église Saint-Léger.
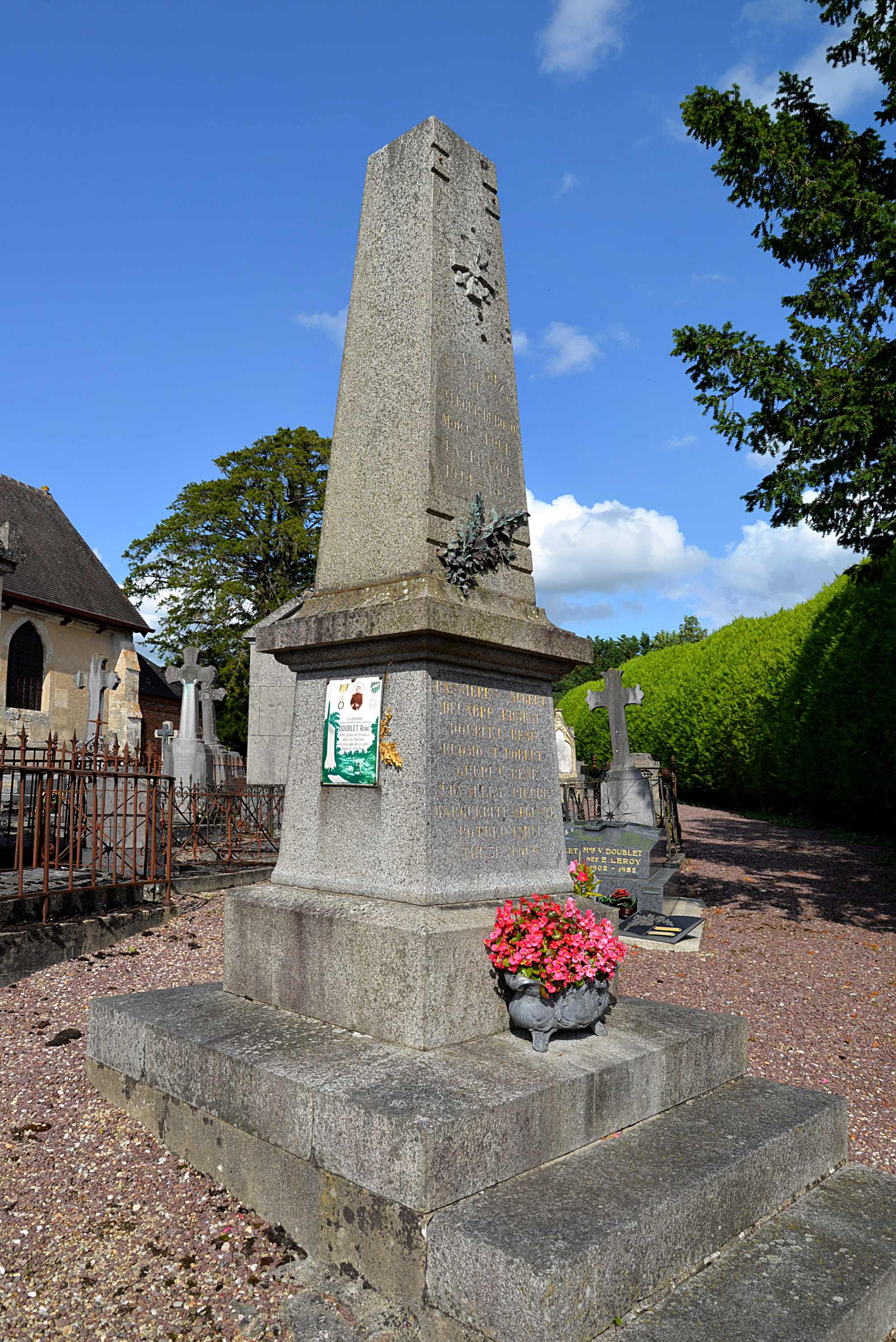
Le monument aux morts.

### Personnalités liées à la commune
- Neuf noms figurent sur le monument aux morts de la Première Guerre mondiale.

### Héraldique
| Blason de Saint-Léger-Dubosq | Blason  | Parti : au 1er coupé au I d'argent à l'œil au naturel à l'iris de gueules pleurant de deux larmes du même et au II d'hermine à la fasce vivrée de gueules surmontée de trois tourteaux du même rangés en chef, au 2e d'argent au lion de sable armé et lampassé de gueules. |
| Blason de Saint-Léger-Dubosq | Détails | Création Bernard André. Adopté le 5 avril 2001. |